# リバル・アンギュロ
リバル・ネルソン・パチェンコ・アンギュロ（Rivar Nelson Pacheco Angulo、1991年7月1日 - ）は、ドミニカ共和国ボリバル出身のプロ野球選手(投手)。

## 経歴

### プロ入りとフィリーズ傘下時代
2011年は、傘下ルーキーリーグのドミニカン・サマーリーグ・フィリーズで11試合に登板し、0勝1負、防御率7.94、10奪三振を記録した。
2012年は、傘下ルーキーリーグのガルフ・コーストリーグ・フィリーズで12試合に登板し、0勝1負、防御率1.66、23奪三振を記録した。11月には、第3回WBC予選のコロンビア代表に選出された。
2013年も、傘下ルーキーリーグのガルフ・コーストリーグ・フィリーズでプレーしたが、1試合の登板だった。

## 関連情報
- 2013 ワールド・ベースボール・クラシック・コロンビア代表